# سوست
سوست Soest  هي مدينة وبلدية بمقاطعة أوترخت بهولندا.

## طوبوغرافيا
خريطة طوبوغرافية هولندية لبلدية سوست، يونيو 2015، (تقرأ بعد ثلاث نقرات على الخريطة).

## معرض صور

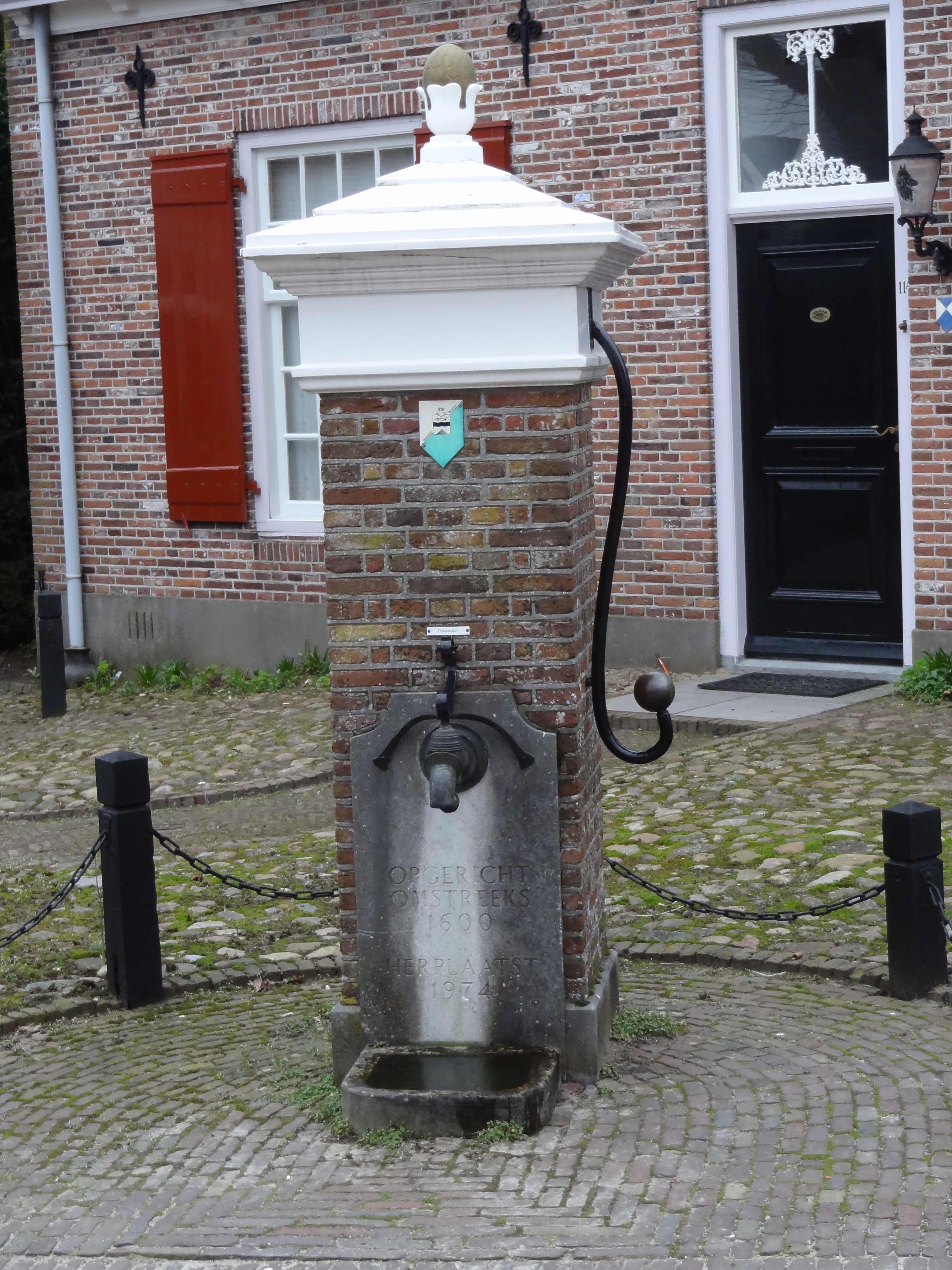
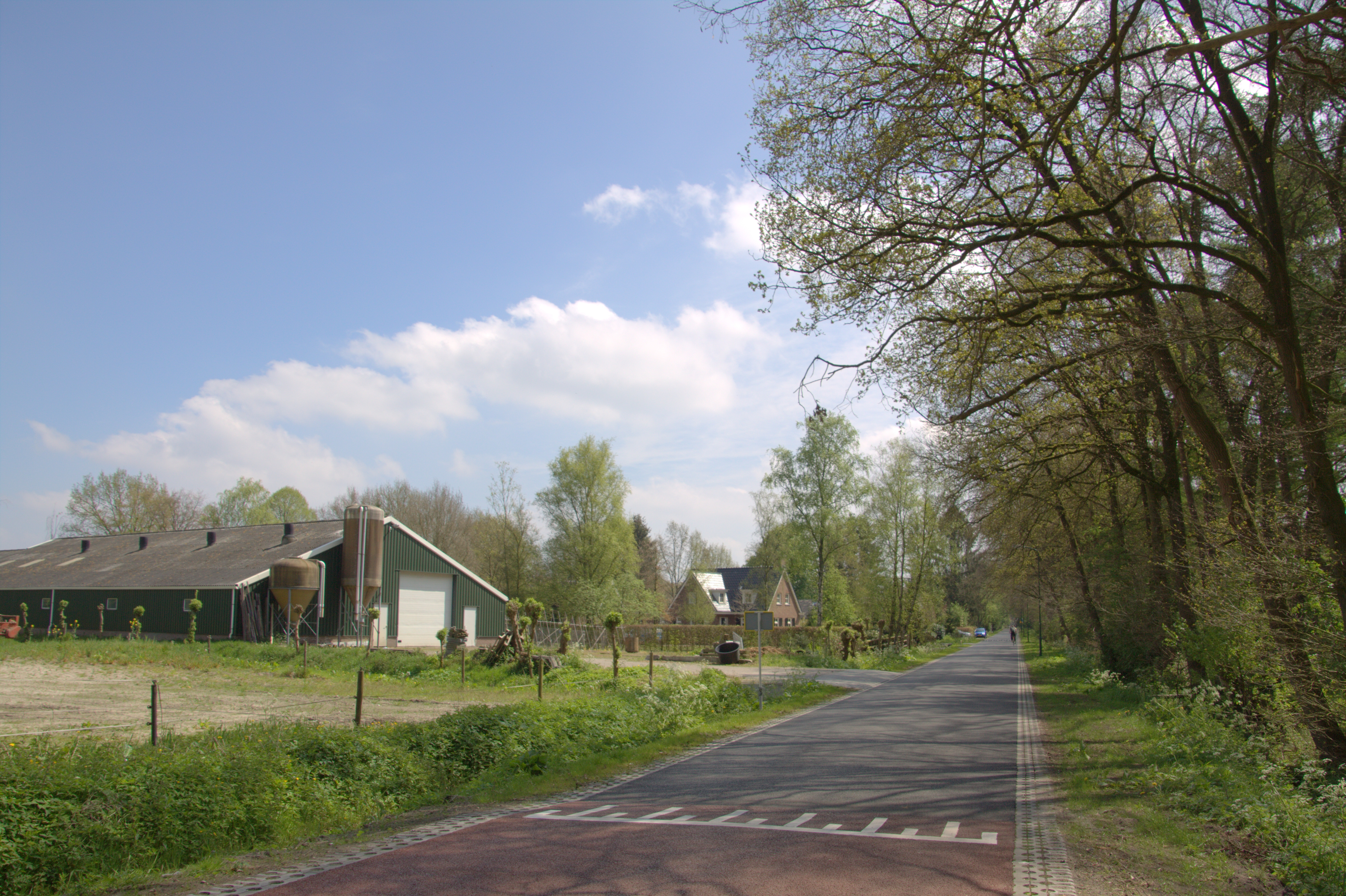
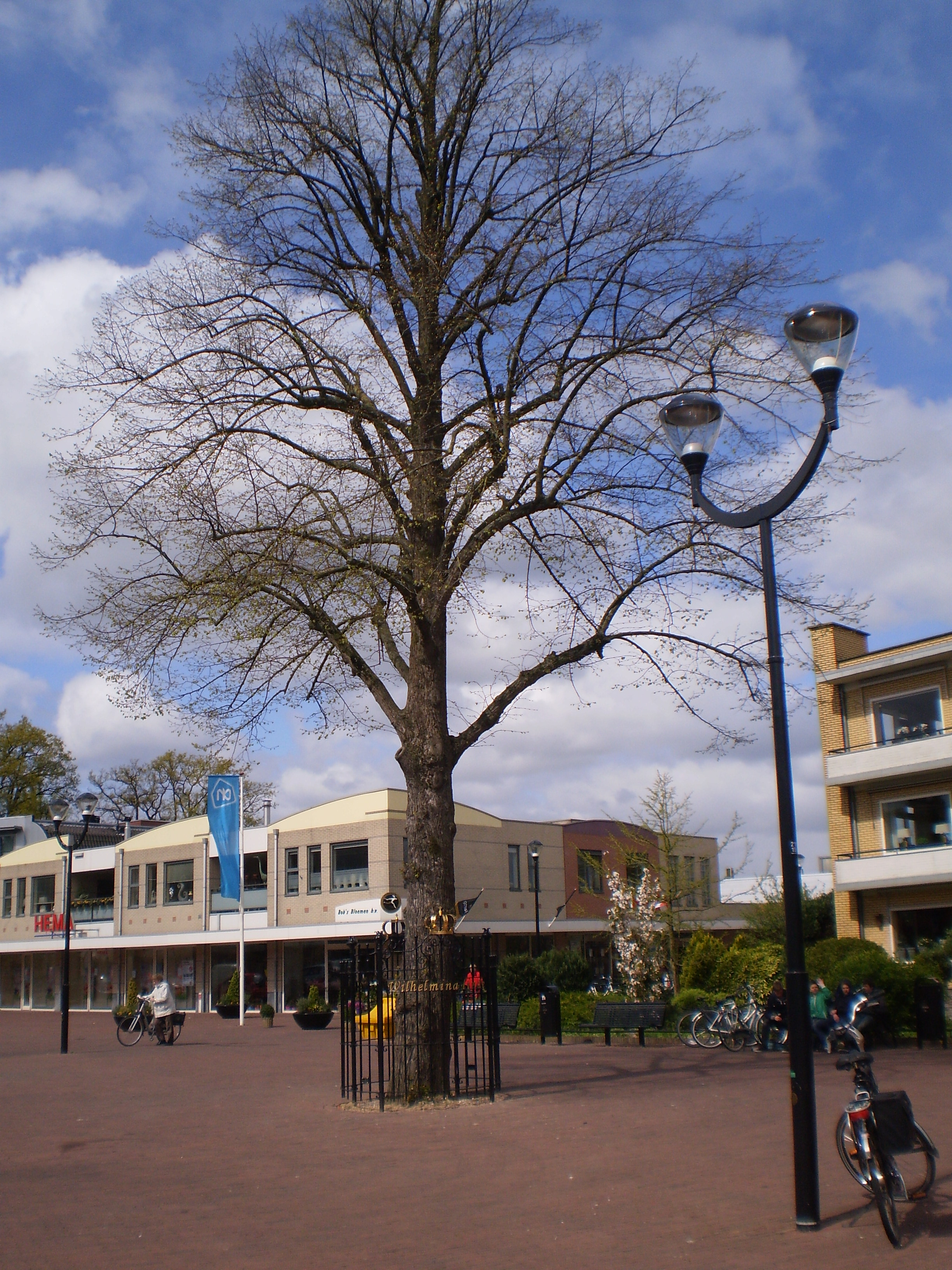
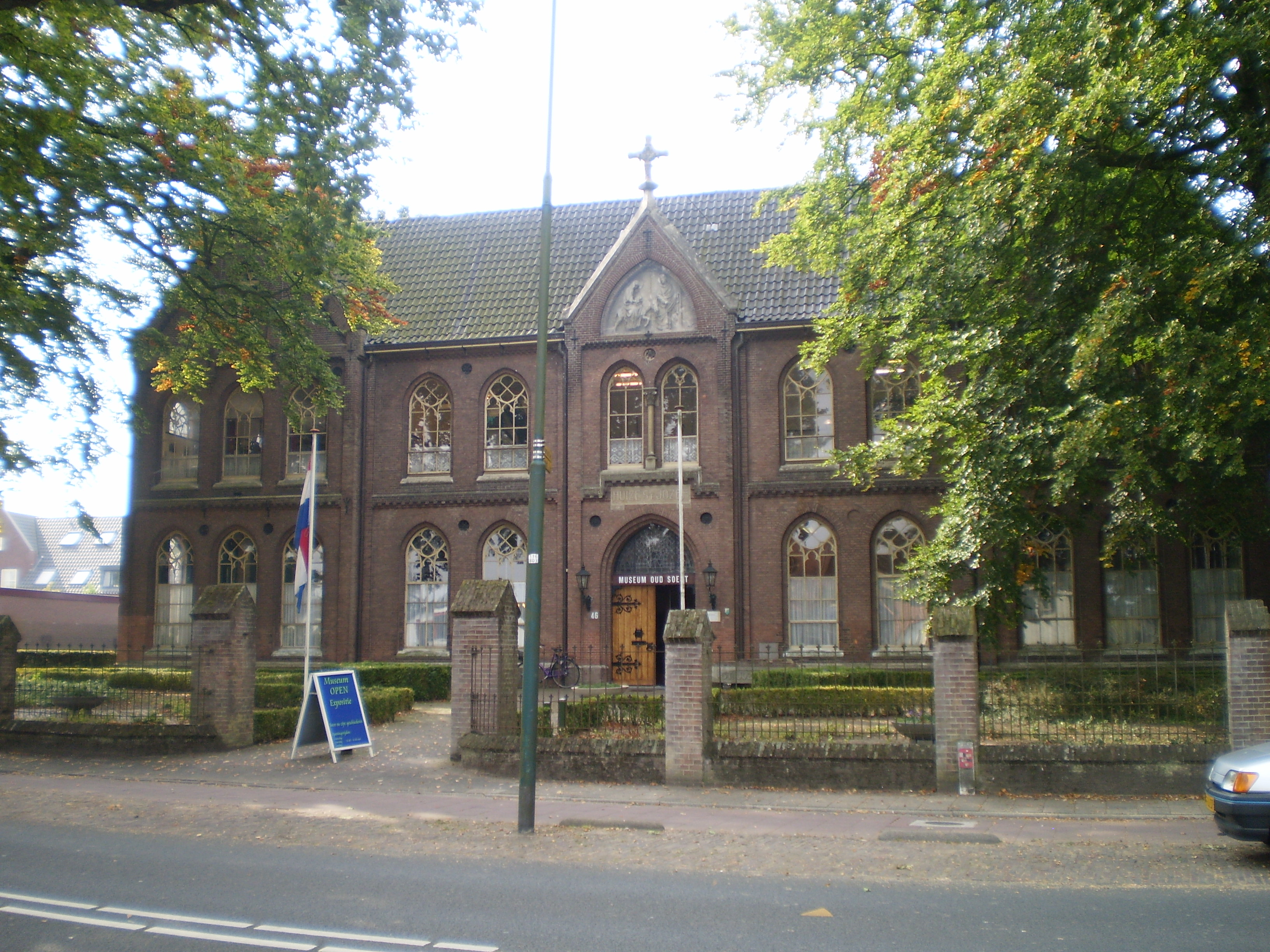
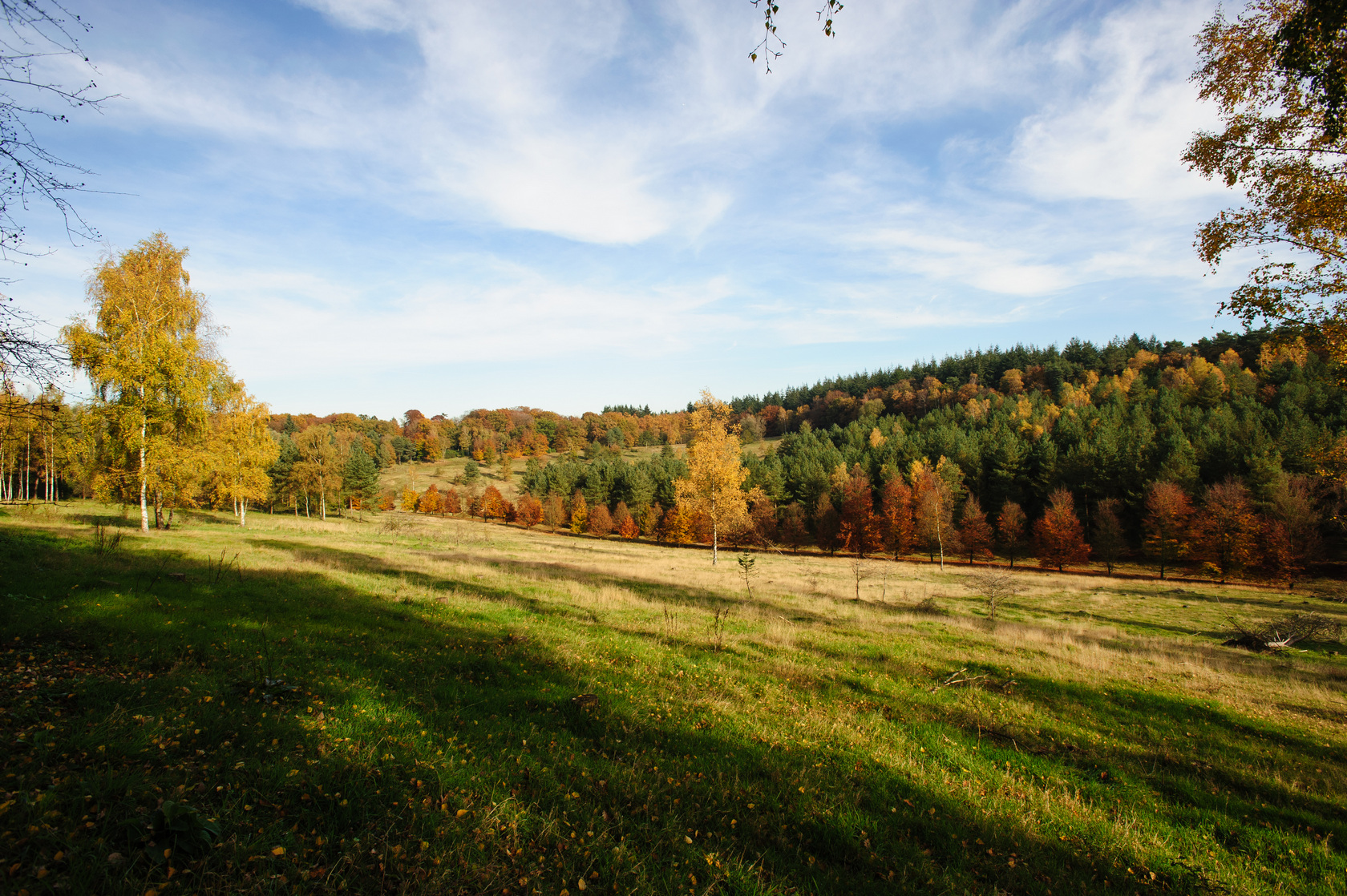

## توأمة
لسوست اتفاقيات توأمة مع:
- زوست

## أعلام
- روبرت روسيت
- يانيني يانسن

## وصلات خارجية
- الموقع الرسمي